# Acid salicylic (dùng trong y tế)
Acid salicylic được sử dụng như một loại thuốc giúp loại bỏ lớp ngoài của da. Vì vậy, nó được sử dụng để điều trị mụn cóc, vết chai, bệnh vẩy nến, gàu, mụn trứng cá, bệnh nấm da và bệnh da vảy cá (ichthyosis). Đối với các điều kiện khác với mụn cóc, nó thường được sử dụng cùng với các loại thuốc khác. Nó được áp dụng trên các khu vực da bị ảnh hưởng.
Tác dụng phụ bao gồm kích ứng da và ngộ độc salicylate. Ngộ độc salicylate có xu hướng chỉ xảy ra khi sử dụng cho một vùng da rộng lớn và ở trẻ em. Do đó, việc sử dụng chất này không được khuyến cáo ở trẻ dưới hai tuổi. Nó được sử dụng với một số liều lượng khác nhau.
Acid salicylic đã được sử dụng trong y tế kể từ thời Hippocrates. Nó nằm trong Danh sách các loại thuốc thiết yếu của Tổ chức Y tế Thế giới, loại thuốc hiệu quả và an toàn nhất cần có trong hệ thống y tế. Ở Vương quốc Anh, 10 ml công thức acid này dạng lỏng 17% có giá cho NHS khoảng 1,71 pound. Nó cũng có sẵn ở dạng trộn với nhựa than đá, oxit kẽm hoặc acid benzoic.

## Sử dụng trong y tế
Acid salicylic được sử dụng như một loại thuốc để giúp loại bỏ lớp ngoài của da. Vì vậy, nó được sử dụng để điều trị mụn cóc, vết chai, bệnh vảy nến, gàu, mụn trứng cá, bệnh nấm da và bệnh da vảy cá (ichthyosis).
Do tác dụng loại bỏ đối với tế bào da, acid salicylic được sử dụng trong một số loại dầu gội chuyên trị gàu.
Trong y học hiện đại, acid salicylic và các dẫn xuất của nó là thành phần của một số sản phẩm thuốc "làm đỏ da".

## Tác dụng phụ
Các dung dịch đậm đặc của acid salicylic có thể gây tăng sắc tố ở những người có loại da sẫm màu hơn (Fitzpatrick phototypes IV, V, VI), mà không có kem chống nắng phổ rộng. Do nhạy cảm với ánh nắng mặt trời, cần phải sử dụng kem chống nắng khi sử dụng acid salicylic trên da tiếp xúc với ánh nắng mặt trời.